# Dermestes elegans
Dermestes elegans es una especie de escarabajo de piel del género Dermestes, tribu Dermestini, subfamilia Dermestinae. Fue descrita por Gebler en 1830.

## Descripción
Mide 5-7,5 mm de longitud.

## Distribución y hábitat
Se distribuye por Kazajistán, Uzbekistán, Kirguistán, Tayikistán, Turkmenistán, el norte de China, Irán, Mongolia y Turquía.